# Zoe Sugg
Zoe Elizabeth Sugg (Lacock, Wiltshire, 28 de março de 1990) é uma autora, blogueira e vlogeira britânica. É mais conhecida pelo seu nome do YouTube Zoella.

## Vida pessoal
Zoe Sugg cresceu em Lacock, Wiltshire, Inglaterra, onde frequentou a escola secundária The Corsham School.
É irmã mais velha de Joe Sugg, que também é vlogger, conhecido no YouTube como ThatcherJoe.
Atualmente ela está em um relacionamento com o também YouTuber Alfie Deyes, conhecido no YouTube como PointlessBlog. Eles dividem uma casa em Brighton.

## Carreira
No dia 2 de fevereiro de 2007 ela criou seu canal no Youtube. Em 17 de dezembro de 2009 postou seu primeiro vídeo "60 coisas no meu quarto".
Em 2009, criou seu blog, apelidado "Zoella".
Desde então o canal vem sendo usado para postar tutoriais de beleza, vídeos de receitas, colaborações com outros YouTubers,  etc. Atualmente o canal conta com mais de 11 milhões de inscritos (sendo um dos poucos canais atuais com mais de 10 milhões de inscritos, o que rendeu a ela uma placa de diamante) e mais de 810 milhões de visualizações.
Em setembro de 2012, criou seu segundo canal "MoreZoella" onde, diariamente, ela posta vlogs sobre sua vida.
"MoreZoella" possui atualmente mais de 4 milhões de inscritos e quase 480 milhões de visualizações.
Em novembro de 2014, ela lançou seu primeiro romance, Girl Online. O sucesso de vendas garantiu ao livro uma continuação lançada em outubro de 2015 "Girl Online: on Tour". Em 2016 foi anunciado o terceiro livro da saga, intitulado "Girl Online: Going Solo" com lançamento em novembro.

## Discografia
| Ano  | Artista     | Música                       | Notas | Outros artistas                                                                                         |
| ---- | ----------- | ---------------------------- | --- | --- |
| 2014 | Band Aid 30 | Do They Know It's Christmas? | Música para uma campanha de caridade, arrecadando dinheiro para a epidemia do vírus Ebola na África Ocidental | Zoe Sugg, One Direction, Ed Sheeran, Ellie Goulding, Sam Smith, Rita Ora, Olly Murs, Coldplay e outros. |

## Livros
- Miúda online - no original Girl Online (2014)
- Girl Online: On Tour (2015)
- Girl Online: Going Solo (2016)
- Cordially Invited (2018)

## Prêmios e Indicações
| Ano  | Nomeação                       | Categoria                      | Resultado |
| ---- | ------------------------------ | ------------------------------ | --------- |
| 2011 | Cosmopolitan Blog Award        | Best Established Beauty Blog   | Venceu    |
| 2012 | Cosmopolitan Blog Award        | Best Beauty Vlogger            | Venceu    |
| 2014 | Nickelodeon Kids' Choice Award | UK Favourite Vlogger           | Venceu    |
| 2014 | Teen Choice Award              | Choice Webstar: Fashion/Beauty | Venceu    |
| 2015 | Teen Choice Award              | Choice Webstar: Fashion/Beauty | Venceu    |
| 2016 | Shorty Award                   | YouTuber of the Year           | Nomeada   |